# فابيو إسكوبار
فابيو إسكوبار (بالإسبانية: Fabio Escobar) (15 فبراير 1982 بأسونسيون في باراغواي - ) هو مدرب كرة قدم ولاعب كرة قدم باراغواياني في مركز الهجوم. شارك مع منتخب باراغواي لكرة القدم. أما مع النوادي، فقد لعب مع أتليتيكو توكومان وأتليتيكو هويلا وأرجنتينوس جونيورز ونادي تولوكا وناسيونال أسونسيون ونادي ماكارا وبويرتو مونت ‏ وClub Sportivo San Lorenzo ‏ وClub Deportivo Capiatá ‏ ونادي غواراني (نادي كرة قدم) وDeportivo Toluca F.C. Reserves and Academy ‏.

## وصلات خارجية
- فابيو إسكوبار على موقع قاعدة بيانات كرة القدم.إي يو (الإنجليزية)
- فابيو إسكوبار على موقع ناشيونال فوتبول تيمز (الإنجليزية)
- فابيو إسكوبار على موقع Soccerway.com (الإنجليزية)